# 亨利·帕杜
亨利·帕杜（法語：Henri Padou，1898年5月15日—1981年11月19日），法国男子游泳、水球运动员。他曾代表法国参加1920年、1924年、1928年和1936年夏季奥林匹克运动会，共获得一枚金牌和一枚铜牌。